# Kutula khan
Kutula khan eller Hotula khan, död 1164, var en mongolisk khan över Khamagmongolerna i klanen Borjiginerna. Kutula khan regerade 1156 till 1164.
Kutula khan var son till mongolernas första khan, Kabul khan. Han hade själv tre söner; Jochi, Girma’u och Altan
Kutula khan företrädare Ambakai khan blev förråd av tatarerna och överlämnad till Jindynastin där han under förnedrande former avrättades. Som hämnd gjorde Kutula khan tretton fälttåg mot tatarerna tills han själv stupade i strid 1164. Efter Kutula khans död splittrades mongolerna upp i ett flertal klaner.